# Emil Magnusson
Emil Magnusson (Lund, 23 novembre 1887 – Malmö, 26 luglio 1933) è stato un discobolo svedese.
Nel 1912 prese parte ai Giochi olimpici di Stoccolma, dove arrivò ottavo nel lancio nel disco tradizionale, mentre si aggiudicò la medaglia di bronzo nel lancio del disco a due mani lanciando 40,58 m con la mano destra e 36,79 m con la sinistra, per un totale di 77,37 m

## Palmarès
| Anno | Manifestazione  | Sede      | Evento                      | Risultato | Prestazione | Note |
| ---- | --------------- | --------- | --------------------------- | --------- | ----------- | ---- |
| 1912 | Giochi olimpici | Stoccolma | Lancio del disco            | 8º        | 39,91 m     |      |
| 1912 | Giochi olimpici | Stoccolma | Lancio del disco a due mani | Bronzo    | 77,37 m     |      |